# Słowaccy posłowie do Parlamentu Europejskiego 2004
Słowaccy posłowie V kadencji do Parlamentu Europejskiego uzyskali ten status w dniu 1 maja 2004, tj. w dniu akcesji Słowacji do Unii Europejskiej. Byli przedstawicielami krajowego parlamentu. Ich mandaty wygasły w dniu zakończenia kadencji PE 19 lipca 2004.

## Lista posłów
SDKÚ (EPP-ED)
- Milan Gaľa
- Tomáš Galbavý
- Pavol Kubovič

Kierunek – Socjalna Demokracja (PES)
- Robert Fico
- Monika Flašíková-Beňová

Ruch Chrześcijańsko-Demokratyczny (EPP-ED)
- Július Brocka
- Anna Záborská

Wybrani z listy Partii Węgierskiej Koalicji (EPP-ED)
- Edit Bauer
- László Nagy

Partia Ludowa – HZDS (Niez.)
- Sergej Kozlík
- Viliam Veteška

Komunistyczna Partia Słowacji (EUL/NGL)
- Jozef Ševc

Sojusz Nowego Obywatela (ELDR)
- Jozef Heriban

Unia Ludowa (UEN)
- Rudolf Žiak